# Maisonnais-sur-Tardoire
Maisonnais-sur-Tardoire é uma comuna francesa na região administrativa da Nova Aquitânia, no departamento de Alto Vienne. Estende-se por uma área de 31,89 km². Em 2010 a comuna tinha 394 habitantes (densidade: 12,4 hab./km²).